# Inventaire des voies de communication historiques de la Suisse
Pour les articles homonymes, voir IVS.
L'inventaire des voies de communication historiques de la Suisse (abrégé IVS, en allemand Inventar der historischen Verkehrswege der Schweiz) est un projet suisse de relevé cartographique et descriptif des routes et chemins ayant une importance historique nationale.

## Description de l'inventaire
L'inventaire, régie par l'article 5 de la loi fédérale sur la protection de la nature et du patrimoine, a débuté au milieu des années 1980 et a été complété en 2003 sous l'autorité de l'Office fédéral des routes, qui est un composant de l'office fédéral de la culture, lui-même membre du Département fédéral de l'environnement, des transports, de l'énergie et de la communication.
Avec l'inventaire fédéral des sites construits à protéger en Suisse et de l'inventaire fédéral des paysages, sites et monuments naturels d'importance nationale, il forme un ensemble utilisé à la fois pour la protection, la préservation et l'entretien du paysage culturel ainsi que pour le tourisme. Sur le plan officiel, il se compose d'une ordonnance fédérale, complété par un annexe qui comprend l'inventaire proprement dit.

## Méthodologie
Comme pour tous les inventaires patrimoniaux, chaque objet peut être classé dans l'une des trois catégories nationale, régionale ou locale, selon son rôle historique et selon les traces historiques encore visibles sur le terrain. L'inventaire ne tient compte que des voies de communication d'importance nationale et uniquement celles qui sont répertoriées sur la carte Siegfried, un atlas topographique établi entre la fin du XIXe siècle et le début du XXe siècle.
Chaque voie historique répertoriée sur ces cartes a été ensuite parcourue à pied afin d'en faire un relevé systématique des portions encore présentes. En parallèle, la fonction de chaque voie a été documentée et évaluée en fonction de travaux historiques, composant ainsi la partie descriptive de chaque objet. Ce travail a été accompli sous la direction d'un comité incluant des représentants d'universités, des autorités et des milieux politiques concernés. 

## Publication
Outre l'annexe à l'ordonnance déjà mentionnée, les différents objets sont répertoriés sur un site web de la Confédération. De plus, chaque canton publie une brochure présentant l'histoire des transports ainsi que les principaux sites inventoriés du canton.